# Mísia

Mapa da região, mostrando a Mísia.

Mísia (em grego: Μυσία; em latim: Mysia) era uma região no noroeste da antiga Ásia Menor (Anatólia), atualmente no território da Turquia, na costa sul do mar de Mármara. Ela fazia fronteira com a Bitínia a leste, Frígia ao sudeste, Lídia ao sul, Eólia ao sudoeste, Tróade a oeste e pelo Propôntida (mar de Mármara) ao norte. A região era habitada originalmente pelos gregos mísios, frígios e eólios principalmente, mas também por outros grupos.

## Geografia
Os limites da Mísia são difíceis de precisar. A fronteira frígia mudava constantemente enquanto que a Tróade era, às vezes, incluída na Mísia. A porção norte era conhecida como Frígia Menor (Phrygia Minor; ) e a sul, Frígia Maior (Phrygia Major) ou "Pergamene". A Mísia foi também conhecida, posteriormente, como Frígia Helespôntica (Phrygia Hellespontica; Ἑλλησποντιακὴ Φρυγία) ou Frígia Epitecta (Phrygia Epictetus; ἐπίκτητος Φρυγία - "Frígia Adquirida"), assim chamada pelos atálidas quando eles anexaram a região ao Reino de Pérgamo.
Durante o reinado de Augusto, a Mísia ocupava todo o canto noroeste da Ásia Menor entre o Helesponto e o Propôntida ao norte, Bitínia e Frígia para leste, Lídia para o sul e o Mar Egeu para oeste.

### Território e elevação
As principais características da geografia da Mísia eram duas montanhas - Monte Olimpo no norte e o Monte Temnus no sul - que, em parte de sua extensão, separavam a Mísia da Lídia e depois se prologam por todo o território mísio até as proximidades do golfo de Adramício. Os maiores rios na porção norte da região são o Macestus (Simav) e seu afluente, o Ríndaco (Rhyndacus; Mustafakemalpaşa), ambos nascidos na Frísia e, depois de se afastarem na Mísia, se unem abaixo do lago Apolloniatis (Uluabat), a uns 25 quilomêtros do Propôntida. O Caïcus (Bakırçay), no sul, nasce em Temnus e corre para o oeste até desembocar no Egeu, passando a poucos quilômetros de Pérgamo. Na norte estão ainda dois consideráveis lagos, o já citado Apolloniatis (ou Artynia) e o Aphinitis, que descarregam suas águas no Macestus a partir do leste e oeste respectivamente.

### Cidades na Mísia
As mais importantes cidades eram Pérgamo, no vale do Caico, e Cízico, no Propôntida. Toda a costa marítima estava apinhada de povoações gregas, algumas delas de considerável importância; a porção norte incluía Pário, Lâmpsaco e Abidos e a sul, Assos e Adramício. Mais para o sul, no golfo Eleático, estavam Eleia, Mirina e Cime.

## História

### Período pré-romano
Um episódio menor do ciclo da Guerra de Troia na mitologia grega conta que a frota grega desembarcou na Mísia acreditando estar em Troia. Aquiles feriu o rei local, Télefo, depois de ele ter assassinado um grego. O rei, ferido, então implora ao herói grego para poder tratar da ferida. Esta região costeira governada por Télefo é alternativamente chamada de "Teutrânia" na mitologia grega e foi antes governada pelo rei Teutras. Na Ilíada, Homero representa os mísios como aliados de Troia, com as forças mísias, lideradas por Ennomus (um profeta) e Crômio, filho de Arsínoo. A Mísia homérica parece ter sido muito menor que a histórica e não se estendia para o norte do Helesponto ou do Propôntida.
Homero também não menciona cidades ou marcos geográficos na Mísia e não é claro exatamente onde localizava-se a Mísia homérica, embora seja provável que estivesse em algum lugar entre a Tróade (a noroeste da Mísia) e a Lídia/Meônia (para o sul).
Há diversas inscrições mísias num dialeto da língua frísia e escritos numa variante do alfabeto frígio. Há também umas poucas referências a uma língua lutesca indígena da região nas fontes gregas eólicas.

### Província de Helesponto
Durante o reinado do Império Aquemênida, o canto noroeste da Ásia Menor, ainda ocupado pelos frígios e principalmente pelos eólios era chamado de "Frígia Menor" e, pelos gregos, de "Helesponto". Depois que o Império Romano derrotou Antíoco, o Grande, na Guerra romano-síria, a região, que estava sob controle do Império Selêucida, passou para as mãos do aliado de Roma, o Reino de Pérgamo e, com a morte do rei Átalo III em 133 a.C., passou, por herança, para a própria Roma, que anexou a região à província da Ásia. Posteriormente, ela foi transformada numa província proconsular chamada Helesponto.
Quando o sistema temático foi adotado, a partir do século VII, a região passou a ser governada pelo Tema Opsiciano.

#### Sés episcopais
As sés episcopais da província que aparecem no Anuário Pontifício como sés titulares são:
- Abidos
- Achirau (Bigadiç)
- Alexandria da Trôade
- Báris no Helesponto (entre Sariköy e Biga)
- Cízico
- Dardano
- Germa no Helesponto (ruínas de Germaslu, Kirmasti, Girmas)
- Adriânia (Balat)
- Hadrianóteras (Uzuncia yayla)
- Ílio (Hisarlik)
- Lâmpsaco
- Lupádio (Uluabade)
- Miletópolis (Karacabey)

#### Pontes antigas
Ruínas de diversas pontes romanas podem ser encontradas na região:
- Aesepus Bridge no rio Aesepus (Gönen Çayı)
- Ponte de Constantino no Ríndaco (Adırnas Çayı)
- Ponte Makestos no Macestus (Susurluk Çayı)
- Ponte Branca no Granicus (Biga Çayı)